# Rieden SG
| SG ist das Kürzel für den Kanton St. Gallen in der Schweiz. Es wird verwendet, um Verwechslungen mit anderen Einträgen des Namens Rieden zu vermeiden. |

Rieden ist eine Ortschaft der Gemeinde Gommiswald im Wahlkreis See-Gaster im Kanton St. Gallen. 

## Geographie
Rieden ist ein auf einer kleinen Terrasse östlich über der Linthebene gelegenes Haufendorf mit Einzelhöfen an den Berghängen zwischen Tanzboden und Regelstein.

## Geschichte

Luftbild von Swissair Photo AG von 1948

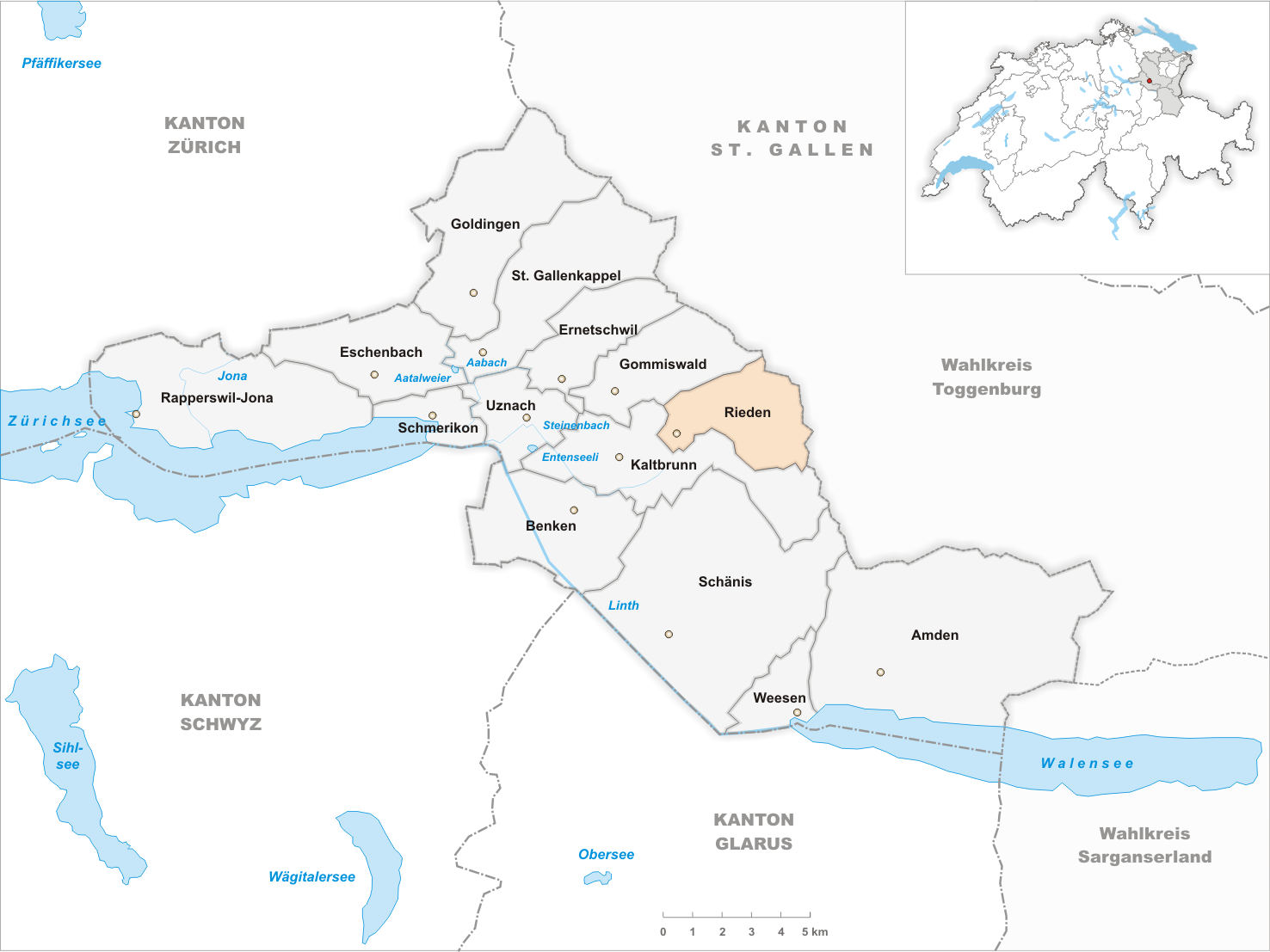
Gemeindestand vor der Fusion am 1. Januar 2013

Zum ersten Mal wurde Rieden in einer Urkunde 1045 (Kopie) als Rieta erwähnt. Das vermutlich spät besiedelte Gebiet unterstand vom Hochmittelalter bis 1798 der Grundherrschaft des Damenstifts Schänis. 1284 und 1304 sind die Einwohner von Rieden als Eigenleute des Stifts bezeichnet. Die hohe Gerichtsbarkeit lag bei dessen Kastvögten, 1438 bei 1798 bei Schwyz und Glarus als Inhabern der Landvogtei Gaster. Eine dörfliche Genossenschaft Rieden tritt 1469 anlässlich der Ausscheidung von Nutzungsrechten am Wilderauwald mit Kaltbrunn in Erscheinung.
Kirchlich gehörte Rieden bis 1762 zur Pfarrei Benken. Die 1707 erbaute Kapelle St. Magnus wurde 1769/70 durch die am selben Standort errichtete Pfarrkirche ersetzt. 1914 fand die Weihe der heutigen, neubarocken Kirche statt. Während der Helvetik (1798 bis 1803) war Rieden eine Munizipalgemeinde des Kantons Linth. 1803 wurde Rieden mit Kaltbrunn vereint, aber 1825 wieder getrennt und zu einer selbstständigen politischen Gemeinde erhoben.
1839 bis 1841 erfolgte der Bau der Strasse von Gommiswald nach Rieden, nachdem bislang Saumwege die einzigen Verbindungen dargestellt hatten. Stickerei in Heimarbeit bot ab dem späteren 19. Jahrhundert Verdienst. 1910 standen in Rieden etwa 40 Stickmaschinen. Nennenswerte Industrie siedelte sich im abseits gelegenen Dorf nicht an. Nach bescheidenen Anfängen um die Jahrhundertwende gehörte die Gemeinde ab den 1960er Jahren zum Naherholungsgebiet der regionalen Zentren; das Baugewerbe profitierte vom Ferienhausbau. 2000 waren 70 Prozent der in Rieden wohnhaften Erwerbstätigen Wegpendler, vor allem in den Raum Uznach-Rapperswil-Jona. 2005 stellte der erste Wirtschaftssektor, vorwiegend mit Viehzucht, noch 36 Prozent der Arbeitsplätze im Ort. Das 1983 erstellte Mehrzweckgebäude ist zum Mittelpunkt des kulturellen Dorflebens geworden.
2013 fusionierte Rieden, die bis dahin eine politische Gemeinde war, mit Ernetschwil zur Gemeinde Gommiswald. 

## Bevölkerung
| Jahr      | 1802  | 1831  | 1850  | 1900  | 1950  | 1980 | 2000  | 2006 | 2010 | 31. Dez. 2012 |  |  |
| Einwohner | 350   | 551   | 428   | 414   | 451   | 460  | 676   | 736  | 697  | 691           |  |  |
| Quelle    | [ 2 ] | [ 2 ] | [ 2 ] | [ 2 ] | [ 2 ] |      | [ 2 ] |      |      |               |  |  |

## Sehenswürdigkeiten
Wahrzeichen von Rieden ist die neobarocke Pfarrkirche St. Magnus, die 1912–1914 durch den Architekten Adolf Gaudy erbaut wurde. Sie ersetzte eine 1769 errichtete einfache Vorgängerkirche.

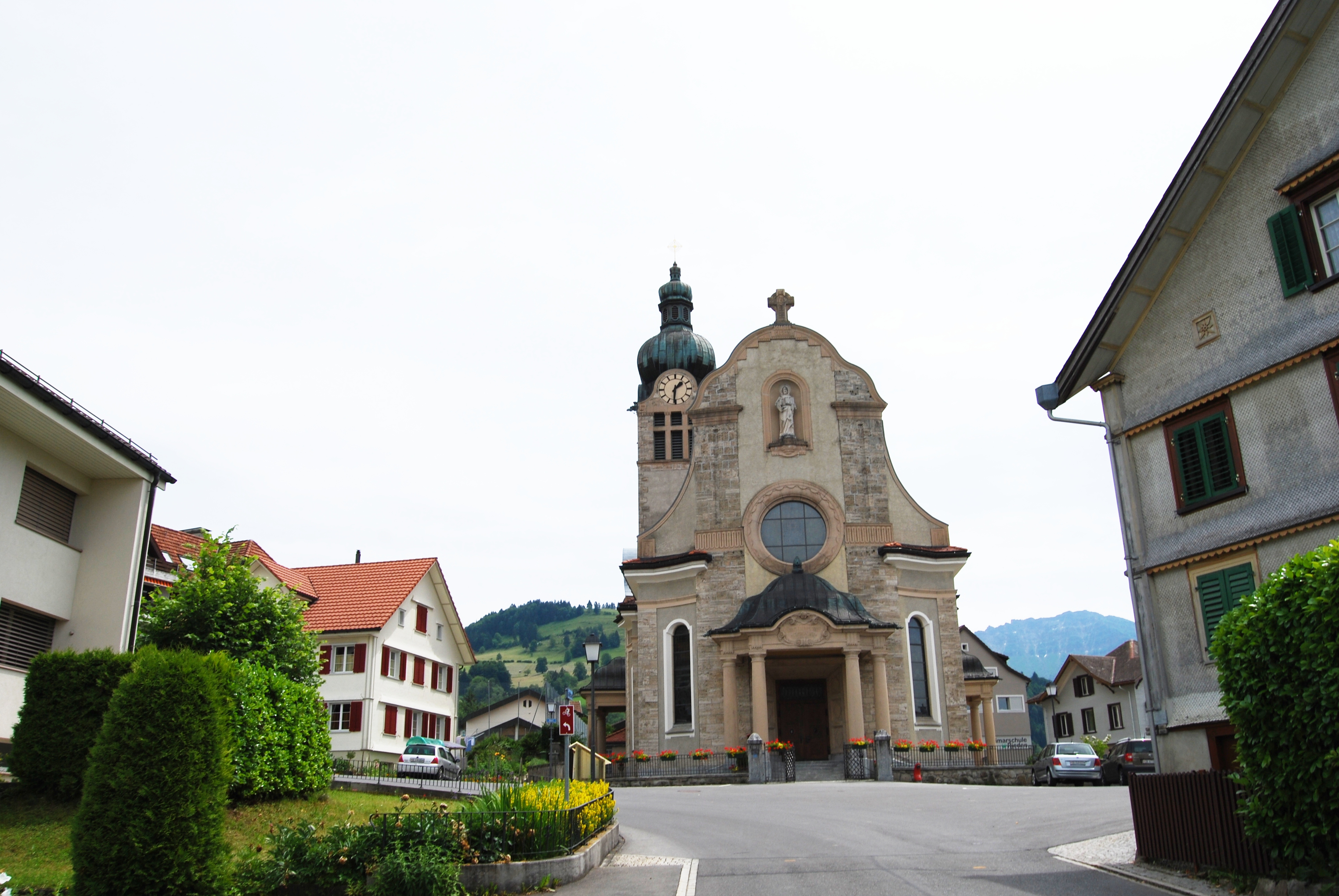
Sankt-Magnus-Kirche
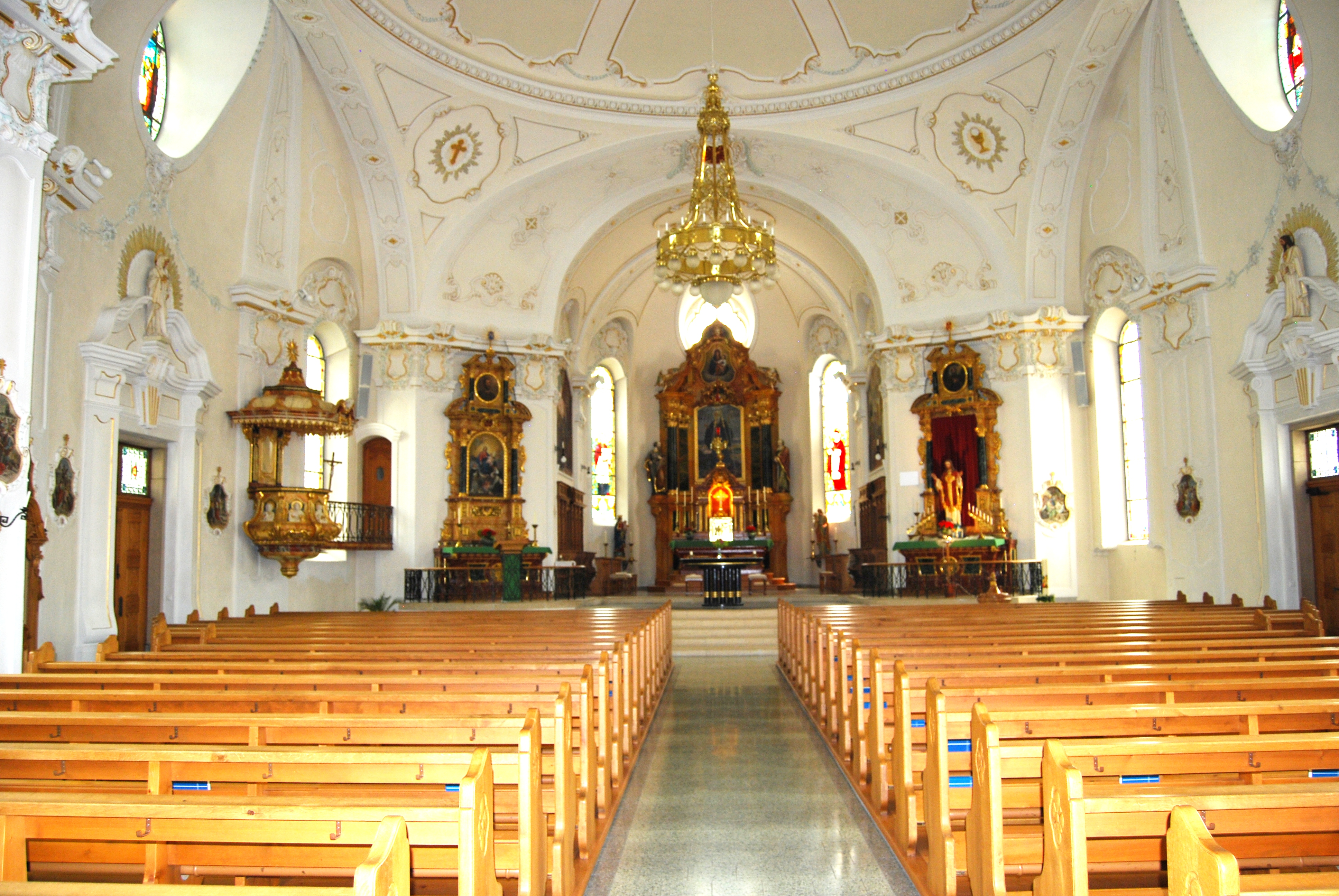
Innenansicht der Sankt-Magnus-Kirche (Sicht auf Altar)
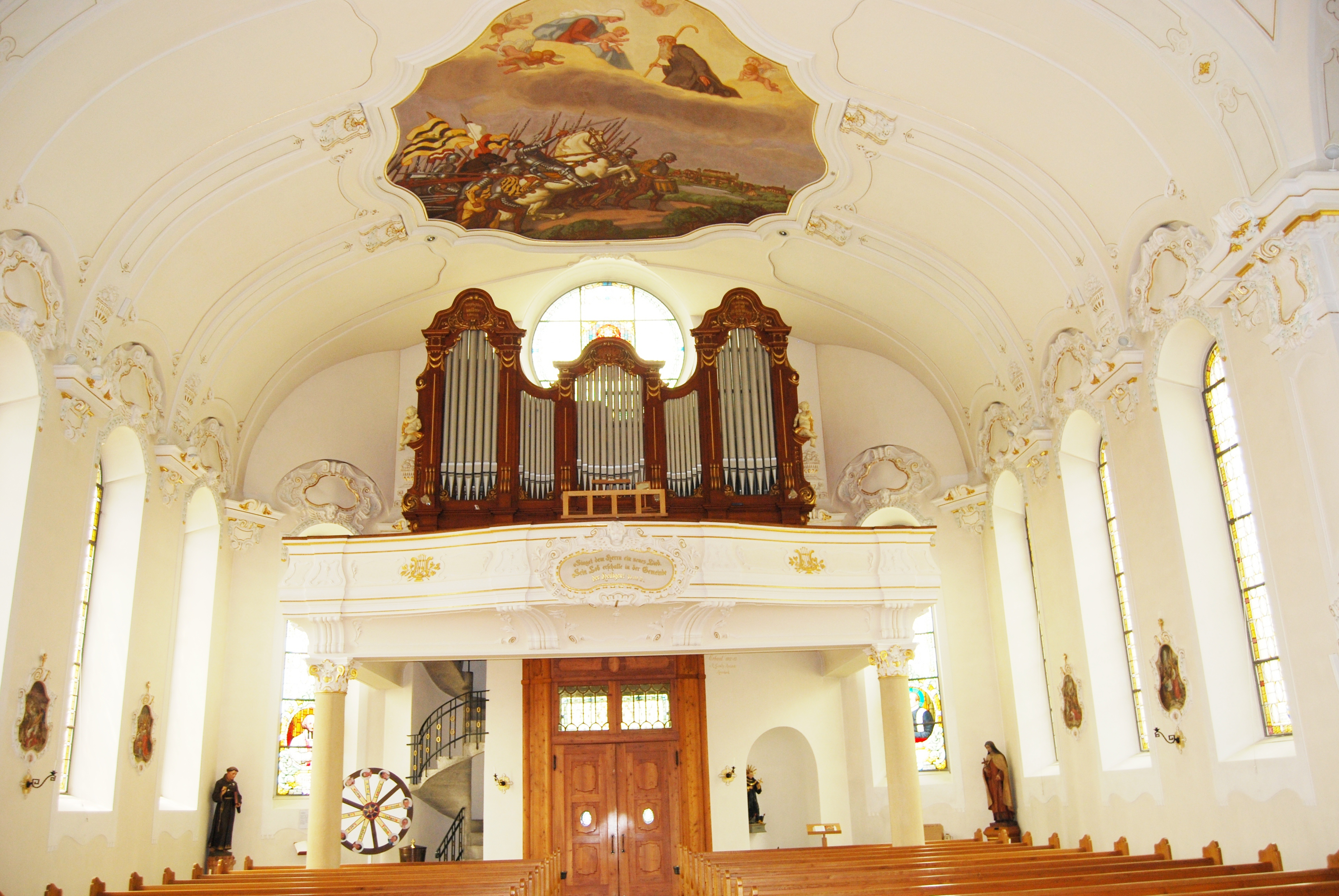
Innenansicht der Sankt-Magnus-Kirche (Sicht auf Orgel und Ausgang)

## Persönlichkeiten
- Oktavian Schmucki (1927–2018), Kapuziner, Autor, Ordenshistoriker und Religionsforscher
- Fabian Giger (* 1987), Mountainbiker